# Evita Muñoz, Chachita
Eva María Muñoz Ruiz (Orizaba, Veracruz, 26 de noviembre de 1936-Ciudad de México, 23 de agosto de 2016), apodada como Chachita, fue una actriz y comediante mexicana.

## Carrera

### Inicios
En 1939 filmó su primera película, empezando de esa manera una carrera de éxitos con interpretaciones estelares infantiles durante la Época de Oro del Cine Mexicano. Fue artista exclusiva de los Hermanos Rodríguez desde los 4 hasta los 26 años de edad. Comenzó participando en El secreto del sacerdote en 1941, y después de su segunda película: ¡Ay Jalisco, no te rajes! (1941), donde recibió el sobrenombre de Chachita.

### Estrellato
Para 1944 su popularidad en el cine, en películas como La pequeña madrecita y la llevan a incursionar en el radio con el programa La legión de madrugadores en la XEQ. En 1947 firmó un contrato con la CBS en Nueva York para realizar la serie radiofónica: Aventuras de una niña transmitida en todo Centro y Sudamérica, producida por Carlos Montalbán. A finales de los años cincuenta participó en el programa El Risámetro.
Para promover su película La hija del payaso de (1946), en la cual actuaba al lado de un elefante y perros entrenados, aprendió a tocar la marimba y el botellófono. Hizo presentaciones personales en el circo Atayde Hermanos cuando apenas tenía ocho años. En su adolescencia coestelariza junto a Pedro Infante la trilogía de Nosotros los pobres en (1948), Ustedes los ricos en (1948) y Pepe El Toro en (1952), con lo que se dio inicio a un nuevo ciclo dentro del Cine Nacional.
No es ninguna coincidencia que junto con Freddy Fernández "El Pichi", estelarizaran, y fueran pareja sentimental, en Ustedes los ricos, Una calle entre tú y yo, y nuevamente en Pepe el Toro. Y tiempo después, en la serie de televisión Nosotros los Gómez. Una voz privilegiada le permitió cantar con gran talento no solo como ella misma; hizo imitaciones de cantantes de la época como: Celia Cruz, Olga Guillot y Monna Bell. Durante la guerra de Corea dio espectáculos para las tropas de soldados hispanoamericanos. Fue invitada por Dámaso Pérez Prado como bailarina de mambo a una gira por las islas Filipinas y Japón donde causaron una gran sensación.
Pionera de la televisión, tanto en telenovelas como Gutierritos con Rafael Banquells; en programas cómicos con Chespirito y de corte musical como Siempre en domingo con Raúl Velasco, se convirtió rápidamente en favorita de la familia televidente. En este medio, fue entrevistada por personalidades tan variadas desde Paco Malgesto (en Visitando a las estrellas),
Verónica Castro (en Mala noche... ¡no!), Ricardo Rocha, Cristina Pacheco y Cristina Saralegui (para sus shows). En 1972 recibió la medalla Virginia Fábregas que otorga la ANDA (Asociación Nacional de Actores) por 25 años de carrera artística.
En los años setenta interpretó en el horario familiar a la hermana Carmela, la confidente y cómplice hermana novicia del convento donde estudiaba la protagonista Cristina (Graciela Mauri) versión mexicana de la telenovela Mundo de juguete. En 1975 protagonizó el programa de variedad musical Un hombre y una mujer al lado de Fernando Allende. En la televisión de Estados Unidos apareció con Peter Falk en la serie Columbo y con Bill Cosby y Robert Culp en I Spy. Simultáneamente llevó a cabo presentaciones en vivo en clubes nocturnos como el Capri y La Pulquería (en la Zona Rosa) y el teatro Blanquita, de Margo Su (en la Ciudad de México).
Durante los años ochenta interpretó a la bruja Hermelinda Linda en el cine, también participó en la película hollywoodense Romancing the Stone protagonizada por Michael Douglas, Kathleen Turner y Danny DeVito y dirigida por Robert Zemeckis. Al inicio de la década compartió créditos con Jorge Ortiz de Pinedo y Macaria en la serie Dos mujeres en mi casa, y a mediados de la misma se reunió nuevamente con Freddy Fernández "El Pichi" en la serie Nosotros los Gómez. Como invitada especial, participó en episodios de La hora marcada, Dr. Cándido Pérez, Salón de belleza, Hola, Acapulco, hola, La hora pico, La rosa de Guadalupe y Como dice el dicho.
En teatro, realizó exitosas temporadas con dramas, comedias y musicales. En dos ocasiones recibió los reconocimientos y premios mexicanos a Mejor Actriz; simultáneamente en las categorías de teatro (Unión de Críticos Teatrales), televisión (Premio Tv y Novelas y Cine Diosa de Plata y en el extranjero recibió el premio (ACE) en Nueva York en dos ocasiones. A partir de los noventa trabajó en una racha de telenovelas de Televisa, además de hacer películas como De lengua me como un plato con Alberto Rojas (El Caballo) y Maribel Fernández (La Pelangocha) e interpretó a una monja norteña en Cambiando el destino con la banda Magneto.
En el nuevo milenio protagonizó varios episodios de Mujer, casos de la vida real que produjo y presentó Silvia Pinal e incursionó en el doblaje, prestando su voz a personajes animados por computadora como la lámpara 'Cocó' en Serafín: La Película y a la versión latina de la 'Dra. Lucille Krunklehorn' en La familia del futuro de Disney. Fue patrocinadora e imagen para comerciales de productos en México tan diversos como detergentes (como Fab y Rápido), botanas (como Ruffles de PepsiCo), tiendas departamentales (como París-Londres) y atún enlatado. Fue también la imagen de la empresa de cosméticos Brothers & Sisters Cosmetics. En Estados Unidos hizo campañas hispanoamericanas como para la trampa de insectos Roach Motel de Black Flag y las bolsas de plástico Ziploc de Johnsons & Son.

### Últimos trabajos
En 2009 terminó su participación en la telenovela de Televisa Cuidado con el ángel la cual se transmitió alrededor del mundo y trabajó en la temporada de Plaza Sésamo para el 2009, 2010 y hasta febrero de 2011.
En abril de 2011 se le dedicó una carrera de caballos en el Hipódromo de las Américas y en mayo fue homenajeada por sus 70 años de carrera en cine, teatro y televisión en el Centro Cultural Veracruzano, bajo la conducción de Sugey Abrego.
Entre 2012 y 2013, participó en la novela Qué bonito amor, como Doña Prudencia, y en junio del 2013, estelarizó un episodio de La rosa de Guadalupe.

## Muerte
Falleció el 23 de agosto de 2016 a los 79 años de edad, por complicaciones de salud derivadas de una neumonía.

## Filmografía

### Cine
- El secreto del sacerdote (1941), como Martita
- ¡Ay Jalisco, no te rajes! (1941).
- ¡Qué lindo es Michoacán! (1943).
- Morenita clara (1943), como Morenita Clara
- La pequeña madrecita (1944).
- La hija del payaso (1946).
- ¡Qué verde era mi padre! (1947).
- Chachita la de Triana (1947), como Chachita y Carlitos
- Yo vendo unos ojos negros (1947).
- Nosotros los pobres (1947), como Chachita
- Ustedes los ricos (1948), como Chachita
- Guardián, el perro salvador (1948).
- La hija de la otra (1950).
- Las dos huerfanitas (1950).
- El Cristo de mi cabecera (1951).
- Los hijos de la calle (1951), como Elvira
- Los pobres van al Cielo (1951), como Lupita
- La hija de la otra (1951).
- Una calle entre tú y yo (1952).
- Pepe El Toro (1952), como Chachita
- Padre nuestro (1953), como Elisa Molina
- La locura del rock 'n roll (1957).
- Así era Pancho Villa (1957).
- El hombre que me gusta (1958), como Seráfica
- Bajo el cielo de México (1958), como Flor
- Mis padres se divorcian (1959).
- Mi niño, mi caballo y yo (1959).
- En cada feria un amor (1961).
- Dos tontos y un loco (1961).
- Gigantes planetarios (1965).
- El dengue del amor (1965).
- Cuando el diablo sopla (1966).
- La muerte es puntual (1967).
- La hermana Trinquete (1969).
- Faltas a la moral (1969).
- Cayó de la gloria el diablo (1971).
- Peluquero de señoras (1973), como Socorro, la Gorda
- El padrino... es mi compadre (1974).
- La palomilla al rescate (1977).
- La casa prohibida (1981).
- Vividores de mujeres (1981).
- El barrendero (1981).
- Las musiqueras (1982).
- Los fayuqueros de Tepito (1982).
- El que no corre... vuela (1982), como Chonita
- En el camino andamos (1983).
- Máscara contra bikini alias Se sufre pero se goza (1984).
- Los humillados (1984).
- Romancing the Stone (1984).
- Hermelinda Linda (1984), como Hermelinda Linda
- El sinaloense (1985).
- Agente 0013: Hermelinda Linda 2 (1986), como Hermelinda Linda
- Día de madres (1988).
- Dos machos que ladran no muerden (1988).
- De lengua, me como un plato (1990).
- Cambiando el destino (1992).
- Serafín, la película (2001) (voz), como Coco
- Descubriendo a los Robinsons (2007) (voz), como la Dra. K

### Telenovelas
- Qué bonito amor (2012-2013), como Doña Prudencia
- Cuidado con el ángel (2008-2009), como Candelaria
- Contra viento y marea (2005), como Doña Cruz
- Siempre te amaré (2000), como Estellita
- Serafín (1999), como Coco "la voz de la lámpara"
- Alma rebelde (1999), como Berenice
- Nunca te olvidaré (1999), como Benita
- Gotita de amor (1998), como Lolita
- Bendita mentira (1996), como Goya
- Ángeles sin paraíso (1992-1993), como Mamá Chonita
- Mundo de juguete (1974-1977), como Hermana Carmela / Tía Vladimira
- El amor tiene cara de mujer (1971-1973)
- Corona de lágrimas (1965-1966), como Olga Ancira
- Gutierritos (1958), como Ana

### Series de televisión
- Plaza Sésamo (2000-2005-2008) como La Abuela
- Como dice el dicho (2011), como Clara («Nadie sabe lo que está en la olla»).
- La rosa de Guadalupe, como Tina («Crecer con alegría») (2011), como Socorro («Sin hogar») (2013)
- Mujer casos de la vida real (2002-2005)
- Televiteatros (1993)
- Hora marcada (1989), episodio «Dulce Sandra»
- Nosotros los Gómez (1987-1989), como Chachita Gómez
- Dos mujeres en mi casa (1984), como Chachita
- Un hombre y una mujer (1974).
- Estrellas de Palmolive (1964).
- Estudio Raleigh (1964).

### Teatro
- (1957) Fin de semana, de Noel Coward.
- (1957) La casa de la primavera, de Fernand Millaud, como Yolanda Lambert
- (1958) Mujercitas, de Louisa May Alcott, como Jo March
- (1959) Las cosas simples, de Héctor Mendoza.
- (1962) Despedida de soltera, de Alfonso Anaya B.
- (1964) El segundo aire de mamá y papá, de Alfonso Paso.
- (1966) Le pondremos talco al niño, de Jean de Letraz.
- (1967) Baby shower. Una fiesta embarazosa, como Eugenia
- (1972) Doce mil pesos por mi mujer, como Carmen
- (1974) Dos náufragos tras el pescado (La pequeña choza), de André Roussin.
- (1976) Travesuras de medianoche, de Anthony Marriot, como Mónica Johnson.
- (1977) Se armó la gorda, de Miguel Mihura.
- (1979) Espíritu travieso, de Noël Coward, como Madame, en el Teatro de los Insurgentes.
- (1980) Vidas privadas, de Noël Coward.
- (1981) El médico a palos, de Molière
- (1982) Cueros y pieles, de Ray Cooney.
- (1983) Los amores criminales de las vampiras Morales, de Hugo Argüelles, como Rosa Fulvia
- (1984) Las modelos de Chachita
- (1986) Vengan corriendo que les tengo un muerto, de Varelita.
- (2001) Máscara contra cabellera, de Víctor Hugo Rascón Banda, en el Teatro Blanquita.

## Premios y nominaciones

### Premios TVyNovelas
| Año  | Categoría                                          | Trabajo nominado                                   | Resultado |
| ---- | -------------------------------------------------- | -------------------------------------------------- | --------- |
| 1993 | Mejor primera actriz                               | Ángeles sin paraíso                                | Nominada  |
| 1991 | Premio especial por toda una trayectoria artística | Premio especial por toda una trayectoria artística | Ganadora  |
| 1987 | Mejor actriz cómica                                | Nosotros los Gómez                                 | Ganadora  |

### Premios Bravo
| Año  | Categoría                        | Nominada               | Resultado |
| ---- | -------------------------------- | ---------------------- | --------- |
| 2008 | Mejor actriz femenina en doblaje | Evita Muñoz «Chachita» | Ganadora  |

### Diosas de Plata
| Año  | Categoría                  | Película                    | Resultado |
| ---- | -------------------------- | --------------------------- | --------- |
| 1983 | Papel de cuadro femenino   | El barrendero               | Ganadora  |
| 1972 | Mejor coactuación femenina | Cayó de la gloria el diablo | Ganadora  |